# Liste des préfets de Saint-Pierre-et-Miquelon
Cet article recense, par ordre chronologique, les hauts fonctionnaires de la France qui ont occupé le poste de préfet à Saint-Pierre-et-Miquelon depuis la création de la fonction en 1976, lorsque le territoire est devenu un département d'outre-mer (il a depuis changé plusieurs fois de statut).
Le préfet siège à l'hôtel de préfecture de Saint-Pierre-et-Miquelon, situé à Saint-Pierre.

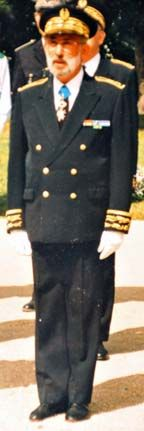
Jean-René Garnier, préfet en.

| Préfet                              | Décret de nomination | Décret de nomination |
| ----------------------------------- | -------------------- | -------------------- |
| Jean Massendes (d) (1915-1985)      | 2 août 1976          | [ 1 ]                |
| Pierre Eydoux (d) (1921-2011)       | 6 mai 1977           | [ 2 ]                |
| Clément Bouhin (d) (1926-2010)      | 25 septembre 1979    | [ 3 ]                |
| Claude Guyon (d) (1928-)            | 7 août 1981          | [ 4 ]                |
| Philippe Parant (1932-2014)         | 13 avril 1982        | [ 5 ]                |
| Gérard Lefèbvre (d) (1930-)         | 7 juin 1983          | [ 6 ]                |
| Bernard Leurquin (d) (1933-)        | 8 mars 1985          | [ 7 ]                |
| Jean-René Garnier (d) (1938-2008)   | 2 juillet 1987       | [ 8 ]                |
| Jean-Pierre Marquié (d) (1938-)     | 19 décembre 1988     | [ 9 ]                |
| Kamel Khrissate (1936-)             | 15 mai 1991          | [ 10 ]               |
| Yves Henry (1938-)                  | 11 juin 1992         | [ 11 ]               |
| René Maurice (d) (1940-)            | 31 décembre 1993     | [ 12 ]               |
| Jean-François Carenco (1952-)       | 4 janvier 1996       | [ 13 ]               |
| Rémi Thuau (d) (1951-)              | 10 novembre 1997     | [ 14 ]               |
| Francis Spitzer (en) (1947-)        | 7 octobre 1999       | [ 15 ]               |
| Jean-François Tallec (d) (1946-)    | 10 janvier 2001      | [ 16 ]               |
| Claude Valleix (d) (1945-2020)      | 10 octobre 2002      | [ 17 ]               |
| Albert Dupuy (1947-)                | 16 décembre 2004     | [ 18 ]               |
| Yves Fauqueur (d) (1948-)           | 20 juillet 2006      | [ 19 ]               |
| Jean-Pierre Berçot (en) (1947-)     | 28 juillet 2008      | [ 20 ]               |
| Jean-Régis Borius (d) (1948-)       | 29 octobre 2009      | [ 21 ]               |
| Patrice Latron (1961-)              | 16 novembre 2011     | [ 22 ]               |
| Jean-Christophe Bouvier (d) (1966-) | 31 juillet 2014      | [ 23 ]               |
| Henri Jean (en) (1954-)             | 3 mars 2016          | [ 24 ]               |
| Thierry Devimeux (d) (1961-)        | 20 décembre 2017     | [ 25 ]               |
| Christian Pouget (d) (1964-)        | 6 janvier 2021       | [ 26 ]               |
| Bruno André (d)                     | 21 août 2023         | [ 27 ]               |